# فابيان بينيا
فابيان بينيا (بالإسبانية: Fabián Peña)‏ (19 يونيو 1973 بنويفو لاريدو في المكسيك - ) هو لاعب كرة قدم مكسيكي في مركز الوسط. لعب مع تايجرز أونال ونادي أمريكا ونادي بويبلا ونادي مونتيري ونادي نيكاكسا.

## وصلات خارجية
- فابيان بينيا على موقع قاعدة بيانات كرة القدم.إي يو (الإنجليزية)